# Kanton Condrieu
Der Kanton Condrieu war von 1790 bis 2015 ein französischer Wahlkreis im heutigen Arrondissement Villefranche-sur-Saône im Département Rhône der Region Rhône-Alpes. Er umfasste zehn Gemeinden, sein Hauptort war Condrieu. Mit der Schaffung der Métropole de Lyon wechselte er Anfang 2015 aus dem Arrondissement Lyon in das Arrondissement Villefranche und wurde wenige Monate später im Rahmen der landesweiten Neuordnung der Kantone ganz aufgelöst.

## Gemeinden
Der Kanton bestand aus zehn Gemeinden:
| Gemeinde               | Einwohner Jahr | Fläche km² | Bevölkerungsdichte | Code INSEE | Postleitzahl |
| ---------------------- | -------------- | ---------- | ------------------ | ---------- | ------------ |
| Ampuis                 | 2.696 (2013)   | 15,57      | 173 Einw./km²      | 69007      | 69420        |
| Condrieu               | 3.873 (2013)   | 9,21       | 421 Einw./km²      | 69064      | 69420        |
| Les Haies              | 804 (2013)     | 15,97      | 50 Einw./km²       | 69097      | 69420        |
| Loire-sur-Rhône        | 2.529 (2013)   | 16,6       | 152 Einw./km²      | 69118      | 69700        |
| Longes                 | 922 (2013)     | 24,06      | 38 Einw./km²       | 69119      | 69420        |
| Saint-Cyr-sur-le-Rhône | 1.270 (2013)   | 6,02       | 211 Einw./km²      | 69193      | 69560        |
| Saint-Romain-en-Gal    | 1.718 (2013)   | 13,39      | 128 Einw./km²      | 69235      | 69560        |
| Sainte-Colombe         | 1.868 (2013)   | 1,6        | 1168 Einw./km²     | 69189      | 69560        |
| Trèves                 | 712 (2013)     | 7,56       | 94 Einw./km²       | 69252      | 69420        |
| Tupin-et-Semons        | 615 (2013)     | 8,26       | 74 Einw./km²       | 69253      | 69420        |